# Kaizoku Sentai Gokaiger
Kaizoku Sentai Gōkaiger (海賊戦隊ゴーカイジャー Kaizoku Sentai Gōkaijā?) (traducido como Escuadrón Pirata Gōkaiger) es el título de la 35.ª temporada de la franquicia Super Sentai Series, producida por Toei Company y emitida en TV Asahi del 13 de febrero de 2011 al 19 de febrero de 2012, constando de 51 episodios. Sirvió como una gran celebración de las 35 ediciones de Super Sentai, al poder los protagonistas utilizar indistintamente, además de sus propios trajes, los trajes de las 34 temporadas anteriores desde Himitsu Sentai Goranger hasta Tensō Sentai Goseiger, y aparecer también varios personajes del pasado. También marca la llegada del guerrero número 200 a la serie, que fue Gōkai Silver.

## Argumento
Hace mucho tiempo atrás, las fuerzas del Imperio Zangyack pretendieron conquistar a la Tierra en una gigantesca ofensiva contra el planeta. Sin embargo, la Tierra no estaba indefensa; cientos de guerreros que componían las 34 generaciones de Super Sentai los enfrentaron con mucha determinación, pero al verse superados por las tropas de Zangyack y su numeroso ejército, decidieron hacer un gran sacrificio al juntar sus energías en una gigantesca onda la cual destruyó a las fuerzas de Zangyack, a cambio de que ellos perdieran sus poderes los cuales tomaron la forma de unos objetos llamados Ranger Keys los cuales se dispersaron por el universo. Tiempo después, los Zangyack volverían a la Tierra para conquistarla otra vez, pero al mismo tiempo llega un grupo de cinco jóvenes piratas espaciales, que están en busca de "El mayor tesoro del universo", un tesoro que según la leyenda vale tanto como todo el universo mismo, se encuentra en la Tierra, y solo podrá obtener quien reúna los Grandes Poderes de los 34 equipos Super Sentai.
Para ello, deben reunir las Ranger Keys, de las cuales ya tienen muchas reunidas con esfuerzo en los viajes anteriores por el espacio. Con sus propios dispositivos, pueden utilizar sus propias Ranger Keys para transformarse en los Gōkaiger, y a la vez pueden utilizar las Ranger Keys de los equipos anteriores de Super Sentai que han reunido para asumir sus trajes, poderes y habilidades. Mientras los piratas siguen con su propia misión personal de ir en busca del tesoro, tendrán que enfrentarse contra Zangyack que no les deja de hostigar, y además tendrán que buscar a los antiguos miembros de Super Sentai que hay por la Tierra para que les enseñen a dominar del todo los Grandes Poderes de Super Sentai, pues solo cuando los tengan todos podrán hacerse con el mayor tesoro del universo, sea lo que sea.

## Personajes

### Gōkaiger
Los Gōkaiger son un grupo de jóvenes piratas que surcan el universo en el Gōkai Galleon en busca de un legendario tesoro, "El mayor tesoro del universo", que al parecer se encuentra en la Tierra. No se consideran héroes ni salvadores de nada, pues solo luchan contra Zangyack por su propio interés de encontrar el tesoro, y siempre que algo o alguien les incomoda a ellos mismos, y la protección de la Tierra en este caso es una consecuencia circunstancial que aparentemente no les importa. Con el avance de la historia, y especialmente tras la incorporación de Gai, poco a poco van viendo el valor de la Tierra y de sus habitantes y poco a poco va naciendo en ellos el deseo de comportarse como un Super Sentai más y proteger la Tierra como sus predecesores.
- Capitán Marvelous (キャプテン・マーベラス Kyaputen Māberasu?)/Gōkai Red (ゴーカイレッド Gōkai Reddo?): Antiguamente vivía en un planeta que fue destruido por Zangyack, antes de convertirse en pirata, y no tiene otro sueño o motivación en la vida que encontrar el mayor tesoro del universo, motivo por el cual se hizo pirata. Tras conocer a Aka Red, se enroló en su tripulación de los "Piratas Rojos", junto a Basco. Aka Red le dijo que jamás debía rendirse si quería encontrar el tesoro. Después de que Basco traicionara a ambos y Aka Red le entregara el cofre con las Ranger Keys antes de ser aparentemente destruido, Marvelous siguió con su misión y fue reclutando poco a poco más gente en los planetas por los que iba pasando. A pesar de ser el líder, tiene una personalidad bastante impredecible, capaz de hacer cualquier imprudencia para saciar su curiosidad, lo que a veces pone de los nervios a sus compañeros, sobre todo a Don. Aun así, su sentido de la responsabilidad está intacto, y no dudará en sacrificarse por proteger a su tripulación si es necesario. Tiene una fuerza física mucho mayor de lo que aparenta, además que tiene también un voraz apetito.[1][2]
- Joe Gibken (ジョー・ギブケン Jō Gibuken?)/Gōkai Blue (ゴーカイブルー Gōkai Burū?): Es el primer compañero que reclutó Marvelous. Es un hombre muy callado, de personalidad fría y seria, y con una excelente habilidad de esgrima que le convierte en el mejor luchador del equipo. Bajo su mascarada estoica y despreocupada, sin embargo, se esconde un corazón amable y compasivo. En el pasado fue miembro de la infantería de Zangyack, pero cuando en su primera misión le ordenaron matar a un grupo de niños prisioneros, se negó y fue apresado y torturado por atacar a sus superiores para dejarles escapar. Pudo huir gracias a la ayuda de su compañero y mentor Sid Bamick (シド・バミック Shido Bamikku?), que se sacrificó para permitirle escapar. Se pasó el tiempo huyendo, ya que tenía un collar localizador que informaba a Zangyack de donde estaba, hasta que conoció a Marvelous, quien con su fuerza logró romper el collar, y le permitió unirse a la tripulación.[3][4]
- Luka Millfy (ルカ・ミルフィ Ruka Mirufi?)/Gōkai Yellow (ゴーカイイエロー Gōkai Ierō?): Antiguamente era una muchacha sin hogar que cuidadaba de otros niños huérfanos después de que Zangyack atacara su planeta. Se hizo la promesa de que crearía un lugar donde esos niños, y cualquier otro que lo necesitara, pudiera vivir en paz, aunque requiriera comprar un planeta entero. Esto hizo que Luka le diera un valor primordial al dinero, rozando la codicia. Después de que su hermana pequeña muriera en sus brazos víctima de una enfermedad, Luka dejó su planeta para conseguir fondos robando a los propios Zangyack. Estos la atraparon en su primer intento, pero Marvelous y Joe la rescataron cuando habían tenido la misma idea, y la permitieron unirse a la tripulación. A lo largo de los viajes, se ha ido haciendo con una extensa colección de joyería, que los otros suelen empeñar para conseguir dinero en los planetas que visitan, lo que a ella la pone de los nervios. Por la forma en que perdió a su hermana, ella ve en Ahim una suerte de hermana pequeña, y siempre vela por su seguridad con mucho cariño, lo que es un contraste con su personalidad habitual, dura y descarada.[5][6]
- Don Dogoier (ドン･ドッゴイヤー Don Doggoiyā?)/Gōkai Green (ゴーカイグリーン Gōkai Gurīn?): En el barco es el alegre mecánico, cocinero y encargado de las tareas domésticas. Bajo su actitud ñoña se esconde su verdadero valor, que solo sale a relucir cuando sus amigos están en peligro. Antes, llevaba una tienda de reparaciones en mitad de ninguna parte hasta que conoció a Luka, quien le pidió que hiciera unas reparaciones en el Gōkai Galleon, y así se comprometió, pero cuando la reconoció de un cartel de "Se busca" de Zangyack, salió corriendo víctima del pánico. Más tarde se dirigió al galeón por su propia cuenta, pues dijo que nunca dejaba de cumplir una promesa. Al ver el lamentable estado de desorden del lugar y la comida basura que tenía la tripulación, entonces formada por Marvelous, Joe y Luka, no dudó en ordenar y limpiar todo y preparar una excelente comida en tiempo récord, y después hizo las reparaciones de una forma tan sencilla que les maravilló. Inmediatamente, Marvelous le reclutó para la tripulación, y aunque él le advirtió que era un inútil en lo que a luchar se refería, él le contestó que no importaba, que ser pirata se trataba de hacer lo que cada uno pudiera en la medida de su capacidad. De esta forma, su estilo de lucha es bastante enloquecido y caótico, con una gran influencia de la suerte a la hora de derrotar a sus enemigos, y aunque al principio se sigue mostrando muy cobarde en batalla, poco a poco va ganando más confianza en sí mismo en sus viajes.[7][8]
- Ahim de Famille (アイム・ド・ファミーユ Aimu do Famīyu?)/Gōkai Pink (ゴーカイピンク Gōkai Pinku?): Se trata de una dama elegante y gentil, ya que era la princesa de un planeta llamado Famille, que fue destruido por Zangyack, siendo ella la única superviviente de la familia real. A diferencia de los otros, cuando la reclutó Marvellous era una completa inútil en todos los ámbitos. No sabía pelear, no sabía manejar una pistola, y ni siquiera se le daban bien las tareas domésticas. Sin embargo, tenía la gran habilidad de traer paz y cohesión a los demás miembros de la tripulación, que antes de su llegada solían discutir y pelearse continuamente. También ejerce como la diplomática de la tripulación, también suele hacer de portavoz de todos gracias a su forma de hablar educada y amable. A pesar de sus principios, sin embargo, con el tiempo ha ido aprendiendo el arte de la lucha, y en la actualidad es una pirata tan capaz como los otros, sacando su personalidad firme y valiente cuando es necesario, pero siempre sin perder su gracilidad en batalla.[9][10]
- Gai Ikari (伊狩 鎧 Ikari Gai?)/Gōkai Silver (ゴーカイシルバー Gōkai Shirubā?): Es el único terrícola del equipo, y se incorporó el último a la tripulación. Gai salvó a una niña de ser atropellada por un camión, siendo atropellado él mismo en el proceso y mandado al hospital. Mientras se encontraba entre la vida y la muerte, recibió la visita de los fantasmas de Mikoto (Abare Killer, de los Abaranger), Burai (Dragon Ranger de los Zyuranger) y Naoto (Time Fire de los Timeranger), quienes por su capacidad de sacrificio para proteger a los más débiles como hizo con esa niña, le entregaron los poderes de Gōkai Silver, despertando inmediatamente del coma con el dispositivo de transformación y la Ranger Key en sus manos. Después, Gai estuvo buscando a los Gōkaiger para unirse a ellos, pero estos al principio le rechazaron, hasta que pudo demostrarles su valía en batalla, y Marvelous acabó aceptándole en la tripulación. Gai es un fan acérrimo de los Super Sentai, y conoce todos los datos habidos y por haber sobre ellos. Por eso, desde su llegada, a los Gōkaiger les resulta mucho más fácil descifrar las pistas de Navi y encuentran con más facilidad los Grandes Poderes de Super Sentai, aunque no siempre la información que Navi aporta es de la utilidad suficiente para que Gai pueda descifrarla. Gai tiene también un extraño poder. Puede utilizar su imaginación para influir sobre las Ranger Keys, y crear con ellas poderes nuevos, como fusionar las Ranger Keys de los dos Go-on Wings o unir los poderes de las llaves de los sextos héroes del pasado para crearse una armadura especial. Siempre que encuentran a algún antiguo Super Sentai, reacciona con histeria y pidiéndole su autógrafo. Sin embargo, a pesar de esta admiración, no dudará en contradecirles si alguna vez le piden algo que él crea que no está bien, y no duda en salir en defensa de sus compañeros contra ellos si es necesario. Gai es el miembro número 200 de la historia de Super Sentai.[11][12][13][14]

### Aliados
- Navi (ナビィ Nabyi?): Es una lora robótica que antiguamente pertenecía a Aka Red antes de unirse a los Gōkaiger y que sirve como instrumento de navegación del Gōkai Galleon en busca del mayor tesoro del universo. Tiene una habilidad llamada Navegación del Tesoro (お宝ナビゲート Otakara Nabigēto?), por la cual, tras volar histéricamente por toda la habitación y golpearse la cabeza, mientras está atontada por el golpe genera pistas que se supone son para encontrar directamente el tesoro, pero que en realidad sirven para ir en busca del siguiente poder de Super Sentai. Estas pistas, sin embargo, son auténticos acertijos de los que ni la propia Navi conoce la solución, y que normalmente solo se descifran a posteriori cuando ellos mismos se topan con el Super Sentai de forma casi siempre casual.[15]

### Arsenal
- Mobilate (モバイレーツ Mobairētsu?): Son los dispositivos de transformación de los Gōkaiger, con forma de teléfono móvil. Funcionan insertando sus Ranger Keys y pronunciando el comando "Gōkai Change" (豪快チェンジ Gōkai Chenji?).[16][17][18][19][20] Al insertar una Ranger Key de otro Super Sentai, con el mismo comando les transforma en ese Super Sentai en concreto, invocando todos sus poderes como si fueran ellos en realidad. También sirven para llamar al Gōkai Galleon cuando hay que luchar contra monstruos gigantes.
- Gōkai Buckle (ゴーカイバックル Gōkai Bakkuru?): Es un depósito en la hebilla del cinturón de los trajes, que sirve para invocar las Ranger Keys de otros Super Sentai desde el Cofre del Tesoro donde se guardan al interior del depósito, para así usarlas con el Mobilate.
- Gōkai Sabre (ゴーカイサーベル Gōkai Sāberu?): Es una de las dos armas básicas de los Gōkaiger, con la apariencia de un sable pirata.[21]
- Gōkai Gun (ゴーカイガン Gōkai Gan?): Es la segunda de las dos armas básicas, una pistola de tipo trabuco corto.[22]
- Gōkai Cellular (ゴーカイセルラー Gōkai Serurā?): Es el dispositivo de transformación de Gōkai Silver, creado por los fantasmas de Abare Killer, Time Fire y Dragon Ranger. Con idénticas funciones a los Mobilates, también sirve para invocar a GōZyuJin desde el futuro.[23]
- Gōkai Spear (ゴーカイスピア Gōkai Supia?): Es el arma principal de Gōkai Silver, con tres modos, el modo principal de tridente y dos modos adicionales de pistola y de ancla.[24]
- Gōkai Galleon Buster (ゴーカイガレオンバスター Gōkai Gareon Basutā?): Es el cañón de los Gōkaiger, que Don fabricó con el Gōkai Galleon y el Ohré Bazzoka de los Ohranger como modelo, y que funciona canalizando las cinco Ranger Keys de los Gōkaiger en un poderoso disparo definitivo.[25]
- Ranger Keys (レンジャーキー Renjā Kī?): Son unos pequeños dispositivos que contienen cada una el poder de un guerrero Super Sentai determinado, incluyendo sus propios poderes Gōkaiger. Cada una tiene la apariencia de un pequeño muñeco con la forma del guerrero en cuestión que se puede abrir a modo de pendrive para revelar la llave propiamente dicha que se inserta en el Mobilate o el Gōkai Cellular. Existen un total de 200 Ranger Keys distintas incluidas las de los Gōkaiger (y sin contar la Ranger Key de la falsa Abare Pink). Con la excepción de sus propias Ranger Keys, cada Gōkaiger puede utilizar cualquier Ranger Key con total libertad, y aunque normalmente utilizan las Ranger Keys de su mismo color, esto no es una obligación en absoluto. Tampoco limita el sexo que tuviera el guerrero del equipo, pudiendo una Gōkaiger transformarse con el poder de un guerrero varón del pasado o viceversa, y adaptándose el traje a su sexo según sea necesario. Conectadas a los mechas, permiten que estos invoquen los Grandes Poderes si estos han sido desbloqueados (si se intenta usar una Ranger Key con el Gran Poder bloqueado, no surte ningún efecto). Por su parte, Basco también puede utilizar el poder de las Ranger Keys insertándolas en su trompeta y tocando música con ella, creando duplicados de los ranger que luchan a sus órdenes. Destruyendo a esos duplicados se libera la Ranger Key que los invocó.

### Mechas
Las Gōkai Machines (ゴーカイマシン Gōkai Mashin?) son los mechas personales de los Gōkaiger, guardadas a modo de muñecas rusas unas dentro de otras y guardadas todas dentro del Gōkai Galleon en último término.
- GōkaiOh (ゴーカイオー Gōkaiō?): Es el robot fruto de la combinación de las Gōkai Machines. Sus armas básicas por defecto son dos espadas y un cañón en su pecho, aunque lo habitual es que se invoquen a través de él los poderes de otros Super Sentai, invocando una incontable variedad de mechas de conexión.[26]
  - Gōkai Galleon (ゴーカイガレオン Gōkai Gareon?): Es el barco pirata espacial de Gōkai Red. Sirve como cuartel general de los Gōkaiger y les sirve para surcar la Tierra y el espacio. El resto de las Gōkai Machines se guardan en su interior, y forma la cabeza y torso de GōkaiOh, así como las espadas de GōkaiOh.[27]
  - Gōkai Jet (ゴーカイジェット Gōkai Jetto?): Es el mecha de Gōkai Blue, con la apariencia de un avión jet. Forma el sombrero y el brazo de GōkaiOh.[28]
  - Gōkai Trailer (ゴーカイトレーラー Gōkai Torērā?): Es el mecha de Gōkai Yellow, con apariencia de un camión semirremolque. Forma el pie izquierdo de GōkaiOh.[29]
  - Gōkai Racer (ゴーカイレーサー Gōkai Rēsā?): Es el mecha de Gōkai Green, con forma de coche de carreras. Forma el brazo izquierdo de GōkaiOh.[30]
  - Gōkai Marine (ゴーカイマリン Gōkai Marin?): Es el mecha de Gōkai Pink, con forma de submarino. Forma el pie derecho de GōkaiOh.[31]
- GōZyuJin (豪獣神 Gōjūjin?): Es el mecha personal de Gōkai Silver, infundido por los poderes de Timeranger, Zyuranger y Abaranger que invocan cada uno de sus tres modos. El modo por defecto viene de Timeranger y es GōZyu Drill (豪獣ドリル Gōjū Doriru?), un taladro, y de ese modo puede pasar al modo GōZyu Rex (豪獣レックス Gōjū Rekkusu?), invocado a través del poder de Zyuranger, y que se trata de un mecha similar al Tiranosaurio, del mencionado Super Sentai con la cola taladro de Dragon Caesar. El tercer modo, invocado a partir del segundo con el poder de Abaranger, es el modo robot GōZyuJin.
- Kanzen GōkaiOh (カンゼンゴーカイオー Kanzen Gōkaiō?): Es el fruto del Gran Poder personal de los Gōkaiger, por el que se unen GōkaiOh y GōZyuJin con MacHalcon para formar un robot mucho más poderoso.
  - Engine Machalcon (炎神マッハルコン Enjin Mahharukon?): Un híbrido entre un halcón y un coche de carreras de Fórmula 1, Machalcon es el hijo de Engine Speedor y Engine BearRV, los mechas de Go-On Red y Go-On Yellow, respectivamente. Suele terminar sus oraciones con "Bari Bari!" (バリバリ! Bari Bari?). Él es convocado por las llaves Go-Onger Ranger.

#### Los Grandes Poderes
A lo largo de la historia, los Gōkaiger van conociendo a miembros del pasado de Super Sentai, quienes les hacen pasar por una prueba o misión para que entiendan el poder de su respectivo Super Sentai y así puedan desbloquear su Gran Poder. Una vez desbloqueados, los Grandes Poderes van añadiendo sucesivas mejoras y poderes, normalmente a GōkaiOh, aunque a veces GōZyuJin también puede beneficiarse de estos poderes.
- Magi GōkaiOh (マジゴーカイオー Magi Gōkaiō?): Invocado a partir del poder de los Magiranger. Invoca un mecha con forma de dragón que puede conectarse al pecho de GōkaiOh o atacar de forma independiente.[32]
- Deka GōkaiOh (デカゴーカイオー Deka Gōkaiō?): Invocado con el poder de los Dekaranger. Invoca un mecha coche patrulla que se conecta a GōkaiOh o ataca por separado.[33]
- Las Grandes Gōkai Geki-Geki Bestias (ゴーカイ大激激獣 Gōkai Dai Geki Geki Jū?): Invoca a las Geki Beasts de los Gekiranger a través del pecho de GōkaiOh para hacer un ataque masivo.
- Gao GōkaiOh (ガオゴーカイオー Gao Gōkaiō?): Con el poder de los Gaoranger invoca a Gao Lion, que se puede sustituir las piernas para formar una especie de centauro, o bien atacar por separado.[34]
- Shinken GōkaiOh (シンケンゴーカイオー Shinken Gōkaiō?): Con el poder de los Shinkenger, permite que Gao Lion forme una coraza para GōkaiOh y le da ataques de Samurai.[35]
- Gōkai Corte Radical de Carreras (ゴーカイ激走斬り Gōkai Gekisō Giri?): Invocado a partir del poder de los Carranger, permite ejecutar el mismo ataque que ejecutaba RV Robo entonces.
- Goren GōkaiOh (ゴレンゴーカイオー Goren Gōkaiō?): Invoca al Variblune de los Goranger que se combina con GōkaiOh y le da la capacidad de volar.
- Gōkai All Headder Great Charge (ゴーカイオールヘッダー大進撃 Gōkai Ōru Heddā Daishingeki?): Invoca a los Headders de los Goseiger para realizar un gran ataque masivo.
- Gōkai Adventure Drive (ゴーカイアドベンチャードライブ Gōkai Adobenchā Doraibu?): Invoca a los GōGō Vehicles de los Bōkenger, que tras formar a Dai Bōken y atacar al enemigo, dejan su espada para que la use GōkaiOh en el ataque definitivo.
- Victory Splash (ビクトリースプラッシュ Bikutorī Supurasshu?)/Gōkai Prominence (ゴーカイプロミネンス Gōkai Purominensu?): Invocado a partir de los poderes de GoGo-V.
- Hurricane GōkaiOh (ハリケンゴーカイオー Hariken Gōkaiō?): Con el poder de los Hurricaneger, invocan a Fūraimaru, que realiza varios tipos de ataques contra el enemigo, o se combina con GōkaiOh.[36]
- GōZyu GōkaiOh (豪獣ゴーカイオー Gōjū Gōkaiō?): Con el poder de los Abaranger, GōkaiOh intercambia sus brazos con los de GōZyuJin para formar un solo robot.[37]
- Super Big Burst (スーパービッグバースト Sūpā Biggu Bāsuto?): Invoca a los mechas de los Liveman, que forman a Super Live Robo y realiza su ataque definitivo.
- Gōkai Gōjū Kiryoku Bomber (ゴーカイ豪獣気力ボンバー Gōkai Gōjū Kiryoku Bonbā?): Con el poder de los Dairanger, GōZyuJin se carga de Qi y lo lanza en forma de ataque masivo.
- Go-on GōkaiOh (ゴーオンゴーカイオー Gōon Gōkaiō?): Con el poder de los Go-onger, invocan el Engine Cast y la Engine Soul de Machalcon, permitiéndole adoptar su forma gigante durante 10 minutos y atacar o combinarse con GōkaiOh.[38]
- Ninjaman (ニンジャマン Ninjaman?): Con el poder de los Kakuranger, invocan y hacen gigante a Ninjaman, que lucha junto a GōkaiOh.
- Gōkai Power Bazooka (ゴーカイパワーバズーカ Gōkai Pawā Bazūka?): Invoca el poder de los Changeman para cargar a GōkaiOh con poder de la Tierra y realizar un ataque masivo con un cañón similar al de los Changeman.
- Gōkai Aura Galaxy (ゴーカイオーラギャラクシー Gōkai Ōra Gyarakushī?): Con el poder de los Maskman, GōkaiOh se carga de Aura Power para realizar un ataque definitivo similar al de los Maskman.
- Gōkai Super Dynamite (ゴーカイスーパーダイナマイト Gōkai Sūpā Dainamaito?): GōkaiOh realiza un ataque bola de fuego con el poder de los Dynaman.
- Gōkai Jet Phoenix (ゴーカイジェットフェニクス Gōkai Jetto Fenikusu?): Con el poder de los Jetman, GōkaiOh se convierte en un fénix de fuego.

### Imperio Espacial Zangyack
El Imperio Espacial Zangyack (宇宙帝国ザンギャック Uchū Teikoku Zangyakku?) es una raza de alienígenas que han conquistado gran parte del universo y lo han dominado por la vía del terror y la fuerza. En el pasado ya intentaron invadir la Tierra una vez, pero fueron detenidos por el poder combinado de los 194 guerreros de los 34 Super Sentai del pasado, que perdieron sus poderes para derrotarles. En el presente, han regresado, y vuelven a intentar conquistar la Tierra, con el plan de destruirla si siguen resistiéndose.
- Emperador Ackdos Gill (皇帝アクドス・ギル Kōtei Akudosu Giru?): Es el implacable líder del imperio Zangyack. Él mandó a su hijo Warz Gill de misión para conquistar la Tierra, aunque le envió junto a Bacchus para que le supervisara, ya que no confía del todo en las capacidades de su hijo.[39]
- Comandante Warz Gill (司令官ワルズ・ギル Shireikan Waruzu Giru?): Es el joven hijo del emperador, heredero del imperio y líder de la segunda invasión Zangyack a la Tierra. Siempre está intentando probarse ante todos y ante su padre, lo que le da un carácter paranoico, inestable y agresivo con sus subordinados. También es muy malcriado y se muestra muy cobardica cuando en una escaramuza con los Gōkaiger estos le provocan un corte, jurando desde entonces venganza de muerte contra ellos, no importa el medio.[40]
- Jefe de Estado Mayor Damaras (参謀長ダマラス Sanbōchō Damarasu?): Es el lugarteniente de Warz Gill, con el sobrenombre de "el hombre más fuerte del universo" por ser uno de los mejores guerreros y estrategas de Zangyack, y tiene la misión encomendada por el emperador de proteger a Warz Gill, ayudarle y aconsejarle en todo momento, pero este casi nunca le hace caso en nada.[41][42]
- Oficial de Desarrollo Técnico Insarn (開発技官インサーン Kaihatsu Gikan Insān?): Es la malvada científica de Zangyack y su sueño es convertirse en la mejor mente científica de todo el universo. Provee a los monstruos con toda clase de armas y mejoras, y cuando la batalla se pone en su contra es ella la que se encarga de hacerlos crecer con un arma de su invención. Es rara la ocasión en la que acude en persona al campo de batalla.[43][44]
- Oficial de Operaciones Especiales Barizorg (特務士官バリゾーグ Tokumu Shikan Barizōgu?): Es un cyborg, el único completamente leal hasta la muerte a Warz Gill. Fue creado a partir de Sid Bamick, el compañero y mentor de Joe cuando ambos estaban en Zangyack. Cuando descubrieron la verdad sobre ellos, Sid ayudó a Joe a escapar, pero fue capturado y sometido al proceso robótico que le convirtió en Barizorg, con todos sus recuerdos y personalidad anteriores eliminados irreversiblemente, dejando solo sus habilidades con la espada, motivo por el cual Joe le reconoció y se juró revertir el proceso o, si no fuera posible, matarle para que Sid pudiera descansar en paz.[45][46]
- Marineros Gormin (兵隊ゴーミン Heitai Gōmin?): Son los soldados de campo de Zangyack. Están cubiertos por armaduras metálicas con el casco con forma de cubo y están provistos de armas que les entrega Insarm.[47]
  - Oficiales No comisionados Zugormin (下士官スゴーミン Kashikan Sugōmin?): Son los soldados de alto rango, de color azul y armados con cañones lanza-rayos. Pueden crecer para apoyar a los monstruos gigantes.[48]
  - Guardaespaldas Dogormin (親衛隊ドゴーミン Shin'eitai Dogōmin?): Son los soldados del mayor rango, de color rojo y los guardaespaldas personales del emperador. Por ello, son con mucho los más fuertes de los Gormin.

### Otros villanos
- Basco Ta Jolokia (バスコ・タ・ジョロキア Basuko Ta Jorokia?): Es otro pirata espacial que ejerce de corsario, aliándose con Zangyack mientras sirva a sus intereses, pero sin mantenerse nunca del todo a sus órdenes. En el pasado fue compañero de Marvelous y Aka Red entre los piratas rojos, y juntos iniciaron la búsqueda del mayor tesoro del universo. Sin embargo, cuando tenían las Ranger Keys ya reunidas y se preparaban para ir a la Tierra, Basco traicionó a sus compañeros, se alió con Zangyack e intentó robarles las Ranger Keys para quedarse el tesoro para él. Sin embargo, Aka Red logró quitarle el cofre y entregárselo a Marvelous, quien escapó en el Gōkai Galleon con él, después de que Basco y Zangyack acabaran presuntamente con Aka Red. Basco aparece en la Tierra y revela que tiene algunas Ranger Keys en su poder, las de los 15 sextos héroes de Super Sentai. Con su trompeta Rapparattā (ラッパラッター Rapparattā?) puede utilizar las Ranger Keys que tiene para crear soldados sin alma con los poderes de Super Sentai que contiene que ataquen a los Gōkaiger, así como robar a la fuerza los Grandes Poderes Super Sentai de aquellos integrantes del pasado con los que se encuentra. Por su pasado, es el enemigo acérrimo de Marvelous, y su frase personal, que aplica en cada momento de su vida es "para obtener algo mejor, es necesario renunciar a algo antes", aplicando esa máxima cuando por conseguir el gran tesoro, renunció a sus antiguos compañeros, e intentando obligar a otros a aplicarla, como cuando en sus primeros encuentros secuestra a los compañeros de Marvelous, para obligarle a intercambiarlos por el cofre de las Ranger Keys.

- Sally (サリー Sarī?): Es una mona espacial, mascota de Basco, quien la adiestró para luchar y cumplir sus deseos. Es capaz de invocar con un dispositivo de su pecho monstruos gigantes que cubran la retirada de Basco cuando sus planes no salen bien, y es ella la que normalmente se encarga de recuperar las Ranger Keys que caen al suelo una vez que los Gōkaiger derrotan a los soldados que crea Basco con ellas, aunque no siempre tiene éxito en esta tarea.[49]

## Episodios
Aunque en esta temporada los episodios no tienen ninguna denominación en particular, cada episodio está escrito de forma que recuerda al estilo de los episodios de la temporada a la cual hace homenaje.
1. Aparecen los piratas espaciales (宇宙海賊現る Uchū Kaizoku Arawaru?)
2. El valor de este planeta (この星の価値 Kono Hoshi no Kachi?)
3. Convirtiendo el coraje en magia ~ Māgi Magi Gō Gōkai ~ (勇気を魔法に変えて～マージ・マジ・ゴー・ゴーカイ～ Yūki o Mahō ni Kaete ~Māji Maji Gō Gōkai~?)
4. ¿Para qué están los amigos? (何のための仲間 Nan no Tame no Nakama?)
5. Piratas a juicio (ジャッジメント･パイレーツ Jajjimento Pairētsu?)
6. Lo más importante (一番大事なもの Ichiban Daiji na Mono?)
7. ¡Niki-Niki! Lección de kempō (ニキニキ！拳法修行 Niki-Niki! Kenpō Shugyō?)
8. Pequeñas tácticas de espía (スパイ小作戦 Supai Shōsakusen?)
9. El león, ruge (獅子、走る Shishi, Kakeru?)
10. Juego de cartas (トランプ勝負 Toranpu Shōbu?)
11. La rebelión seria (真剣大騒動 Shinken Ōsōdō?)
12. El Samurái ostentoso garantizado (極付派手侍 Kiwametsuki Hade na Samurai?)
13. Dime el camino (道を教えて Michi o Oshiete?)
14. Ahora por la seguridad en el tráfico (いまも交通安全 Ima mo Kōtsū Anzen?)
15. Aparece un corsario (私掠船現る Shiryakusen Arawaru?)
16. ¡Enfrentamiento! Sentai contra Sentai (激突！戦隊VS戦隊 Gekitotsu! Sentai Bāsasu Sentai?)
17. El asombroso hombre de plata (凄い銀色の男 Sugoi Gin'iro no Otoko?)
18. El gran alboroto con el dinosaurio-robot-taladro (恐竜ロボットドリルで大アバレ Kyōryū Robotto Doriru de Ō Abare?)
19. La coraza de los 15 guerreros (１５戦士の鎧 Jūgo Senshi no Yoroi?)
20. El bosque perdido (迷いの森 Mayoi no Mori?)
21. El corazón de un aventurero (冒険者の心 Bōkensha no Kokoro?)
22. Una promesa a una estrella fugaz (星降る約束 Hoshi Furu Yakusoku?)
23. Las vidas de la gente son el futuro del mundo (人の命は地球の未来 Hito no Inochi wa Chikyū no Mirai?)
24. Tontos terrícolas (愚かな地球人 Oroka na Chikyūjin?)
25. Piratas y ninjas (海賊とニンジャ Kaizoku to Ninja?)
26. Shushutto The Special (シュシュッとTHE SPECIAL Shushutto Za Supesharu?)
27. Un cambio más Gōkai de lo habitual (いつもより豪快なチェンジ Itsumo yori Gōkai na Chenji?)
28. Alas eternas (翼は永遠に Tsubasa wa Eien ni?)
29. La nueva combinación Abare de cambio rápido (アバレ七変化で新合体 Abare Shichihenge de Shin Gattai?)
30. Al fin el alma de mi amigo (友の魂だけでも Tomo no Tamashii Dake Demo?)
31. ¡¡Choque!! La operación secreta (衝撃!!秘密作戦 Shōgeki!! Himitsu Sakusen?)
32. Un solo poder (力を一つに Chikara o Hitotsu ni?)
33. ¡¡Es un héroe!! (ヒーローだァァッ!! Hīrō daaa!!?)
34. Un sueño hecho realidad (夢を叶えて Yume o Kanaete?)
35. La otra dimensión (次元ノムコウ Jigen no Mukō?)
36. Compañeros piratas (相棒カイゾク Aibō Kaizoku?)
37. La más poderosa máquina de guerra (最強の決戦機 Saikyō no Kessenki?)
38. El poder de atrapar los sueños (夢を掴む力 Yume o Tsukamu Chikara?)
39. ¿Por qué? Somos estudiantes de instituto (どうして？俺たち高校生 Dōshite? Oretachi Kōkōsei?)
40. El futuro está en el pasado (未来は過去に Mirai wa Kako ni?)
41. Algo que no quiero perder (なくしたくないもの Nakushitakunai Mono?)
42. El hombre más fuerte del universo (宇宙最強の男 Uchū Saikyō no Otoko?)
43. El héroe legendario (伝説の勇者に Densetsu no Yūsha ni?)
44. Una Nochebuena encantadora (素敵な聖夜 Suteki na Seiya?)
45. Un ninja confuso (慌てん坊忍者 Awatenbō Ninja?)
46. Elegibilidad a héroe (ヒーロー合格 Hīrō Gōkaku?)
47. Los resultados de la traición (裏切りの果て Uragiri no Hate?)
48. El enfrentamiento final del destino (宿命の対決 Shukumei no Taiketsu?)
49. El mayor tesoro del universo (宇宙最大の宝 Uchū Saidai no Takara?)
50. El día de la batalla decisiva (決戦の日 Kessen no Hi?)
51. Adiós, piratas espaciales (さよなら宇宙海賊 Sayonara Uchū Kaizoku?)

### Películas
- Gōkaiger Goseiger Super Sentai 199 Hero Great Battle (ゴーカイジャー ゴセイジャー スーパー戦隊199ヒーロー 大決戦 Gōkaijā Goseijā Sūpā Sentai Hyakukyūjūkyū Hīrō Daikessen?): Película crossover entre Gōkaiger y su serie predecesora Tensō Sentai Goseiger además de formar parte de la celebración del 35° aniversario de la franquicia contando con apariciones de personajes de temporadas pasadas. Estrenada el 11 de junio de 2011.[50][51][52]
- Kaizoku Sentai Gōkaiger the Movie: The Flying Ghost Ship (海賊戦隊ゴーカイジャーTHE MOVIE 空飛ぶ幽霊船 Kaizoku Sentai Gōkaijā Za Mūbī Sora Tobu Yūreisen?): Estrenada el 6 de agosto de 2011.[53][54]
- Kaizoku Sentai Gōkaiger vs. Space Sheriff Gavan (海賊戦隊ゴーカイジャーVS宇宙刑事ギャバンTHE MOVIE Kaizoku Sentai Gōkaijā Tai Uchū Keiji Gyaban Za Mūbī?): Película crossover entre Gōkaiger y Uchū Keiji Gavan de la serie Metal Hero. Estrenada el 21 de enero de 2012.[55][56]
- Kaizoku Sentai: Ten Gokaiger (テン・ゴーカイジャー Ten Gōkaijā?): Es una película directamente para vídeo que conmemora los diez años de la serie.[57] Estrenada en cines de forma limitada el 12 de noviembre del 2021, la convierte en la cuarta serie de la franquicia que recibe una película especial del décimo aniversario después de Ninpuu Sentai Hurricaneger, Tokusou Sentai Dekaranger y Engine Sentai Go-onger. Adicionalmente Kōhei Shōji repite su rol de Takamichi Crystalia de Mashin Sentai Kiramager.

## Reparto
- Capitán Marvelous: Ryota Ozawa[58][59]
- Joe Gibken: Yuki Yamada[59][60]
- Luka Millfy: Mao Ichimichi[59][61]
- Don Dogoier: Kazuki Shimizu[59][62]
- Ahim de Famille: Yui Koike[59][63]
- Gai Ikari: Junya Ikeda[64]
- Navi: Yukari Tamura[65][66]
- Engine Machalcon: Hiroaki Hirata
- Emperador Ackdos Gill: Shinji Ogawa
- Comandante Warz Gill: Hirofumi Nojima[65][66]
- Jefe de Estado Mayor Damaras: Kōji Ishii[65][66]
- Oficial de Desarrollo Técnico Insarn: Kikuko Inōe[65][66]
- Oficial de Operaciones Especiales Barizorg/Sid Bamick: Gaku Shindo[65][66]
- Basco Ta Jolokia: Kei Hosogai
- Sally: Tōru Ōmura
- Narrador/Voz del equipamiento Gōkaiger: Tomokazu Seki[65][66]

## Temas musicales

### Tema de apertura
- Kaizoku Sentai Gōkaiger (海賊戦隊ゴーカイジャー Kaizoku Sentai Gōkaijā?)
  - Letra: Yuho Iwasato
  - Música: Yūsuke Mochida
  - Arreglos: Project.R (Hiroaki Kagoshima)
  - Intérprete: Project.R (Tsuyoshi Matsubara y Young Fresh)

### Tema de cierre
- Super Sentai Hero Getter (スーパー戦隊 ヒーローゲッター Sūpā Sentai Hīrō Gettā?)[Notas 3]
  - Letra: Shōko Fujibayashi & Naruhisa Arakawa
  - Música: Kenichiro Ōishi
  - Arreglos: Project.R (Kenichiro Ōishi)
  - Intérprete: Project.R